# Jimmy Iovine
James „Jimmy” Iovine (wym. angielska: ˈaɪ.əviːn, włoska: ˈjovine; ur. 11 marca 1953 w Nowym Jorku) – amerykański producent muzyczny i filmowy, prezes Interscope Geffen A&M Records, wytwórni współpracującej z U2, Dr. Dre, Sheryl Crow, Mary J. Blige, Eminemem, Gwen Stefani, The Black Eyed Peas i Game’em. Wraz z Dr. Dre założył firmę Beats Electronics, którą sprzedali za 3,2 mld dolarów. W 2022 wprowadzony do Rock and Roll Hall of Fame.
Jako producent muzyczny pracował z m.in. U2, Tom Petty and the Heartbreakers, Stevie Nicks, Dire Straits i Patti Smith.